# Sortavala
Sortavala (Russisch: Сортавала) is een stad in de Russische autonome republiek Karelië. De stad ligt aan de noordkant van het Ladogameer, aan de Karelische spoorlijn (spoorlijn tussen Vyborg en Joensuu).

## Geschiedenis
Sortavala werd het eerst genoemd in een Zweeds document uit 1468, de oudste Russische bronnen dateren van 1500 en vermelden een nederzetting Serdovol of Serdobol. De nederzetting Sortavala werd vernoemd in attesten uit 1582. Sortavala werd Zweeds gebied na de Ingrische Oorlog tussen Rusland en Zweden. De huidige stad lijkt gesticht te zijn in 1632.
In 1721 werd de nederzetting terug Russisch en de naam veranderde naar het Russische Serdobol. Serdobol was bekend door zijn graniet- en marmergroeves, dewelke onder andere in 1812 de bouwmaterialen voor het keizerlijk paleis te Sint-Petersburg leverden. In 1812 werd Serdobol samen met de rest van Oud-Finland deel van het nieuw gevormde groothertogdom Finland.
In 1917 bleef de stad deel van onafhankelijk Finland. De stad werd zwaar getroffen door Sovjet-bombardementen gedurende de winteroorlog. Vanwege het verdrag van de vrede van Moskou verviel de stad tot de Sovjet-Unie. De gehele bevolking werd voor een eerste keer geëvacueerd. Net zoals de rest van Fins Karelië werd Sortvala heroverd door de Finnen gedurende de vervolgoorlog. De meeste geëvacueerden keerden terug om hun huizen opnieuw op te bouwen. Na de wapenstilstand in 1944 werd het gebied terug deel van de Sovjet-Unie, en werd de bevolking opnieuw geëvacueerd. Het dorp werd door de Sovjets herbevolkt met mensen uit verschillende delen van de Sovjet-Unie, met als doel de nog aanwezige Finse invloeden te elimineren.
Tot 1940 waren de oevers van het Ladogameer ten zuidwesten van Sortavala een van de weinige relatief dichtbevolkte gebieden ten noorden van de Karelische Landengte, bevolkt door Kareliërs.

## Geboren
- Sergej Chlebnikov (1955-1999), langebaanschaatser

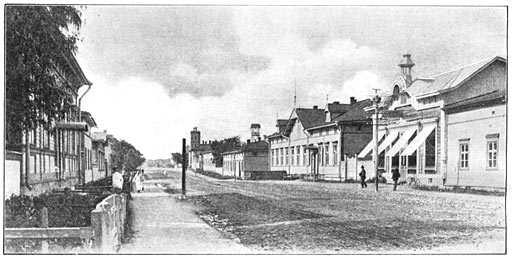
Dorpstraat in Sortavala begin 20e eeuw

Bestuurlijk centrum: Petrozavodsk

Belomorsk · Kem · Kondopoga · Kostomoeksja · Lachdenpochja · Medvezjegorsk · Olonets · Pitkjaranta · Poedozj · Segezja · Soeojarvi · Sortavala